# San Fernando, Cebu
San Fernando là một đô thị hạng 2 của tỉnh Cebu, Philippines. Theo điều tra dân số năm 2007, đô thị này có dân số 54.932 người.
Năm 2005, giới hạn Metro Cebu được mở ra bao gồm cả Thành phố Danao ở phía bắc và các đô thị San Fernando, Carcar ở phía nam  Lưu trữ ngày 9 tháng 12 năm 2006 tại Wayback Machine  Lưu trữ ngày 30 tháng 9 năm 2007 tại Wayback Machine.

## Các đơn vị dân cư
San Fernando được chia thành các đơn vị hành chính gồm 21 khu dân cư (khu phố) (barangay).
| - Balud - Balungag - Basak - Bugho - Cabatbatan - Greenhills - Ilaya - Lantawan - Liburon - Magsico - Poblacion North - Panadtaran | - Pitalo - San Isidro - Sangat - Poblacion South - Tabionan - Tananas - Tinubdan - Tonggo - Tubod |